# 逃出亞馬遜
《逃出亞馬遜》（英語：Jungle）是一部2017年澳大利亞傳記生存劇情片，電影改編自以色列冒險家尤奚·金柏格1981年進入亞馬遜雨林的真實故事。電影由葛格·麥克林執導，丹尼爾·雷德克里夫飾演金柏格，其他演員包括艾力克斯·羅素、托马斯·克莱舒曼、雅斯門·凱西姆（Yasmin Kassim）、喬爾·傑克遜和傑克·科曼。
電影2017年8月3日在墨尔本国际电影节首映，2017年11月9日在澳大利亞上映。電影在美國獲得反應不一的評價，但是丹尼爾·雷德克里夫的演出表現受影評家稱譽。

## 演員
- 丹尼爾·雷德克里夫飾演尤奚·金柏格（英语：Yossi Ghinsberg）[3]
- 艾力克斯·羅素飾演凱文·蓋爾（Kevin Gale）[4][5]
- 托马斯·克莱舒曼飾演卡爾·魯普雷希特（Karl Ruprechter）[4]
- 雅斯門·凱西姆（Yasmin Kassim）飾演基娜（Kina）[4]
- 喬爾·傑克遜（英语：Joel Jackson）飾演馬克斯·史塔姆（Marcus Stamm）[4]
- 傑克·科曼（英语：Jacek Koman）飾演摩尼·金斯伯格（Moni Ghinsberg）
- 莉莉·蘇利文（英语：Lily Sullivan）飾演艾米（Amie）
- 安琪·美利肯（英语：Angie Milliken）飾演史泰拉（Stela）
- 乔伊·维埃拉（英语：Joey D. Vieira）飾演布萊克·傑克（Black Jack）

## 外部連結
- 互联网电影数据库（IMDb）上《逃出亞馬遜》的资料（英文）
- 爛番茄上《逃出亞馬遜》的資料（英文）
- Metacritic上《逃出亞馬遜》的資料（英文）
- AllMovie上《逃出亞馬遜》的资料（英文）